# Причард, Джеймс Коулз
Джеймс Коулз Причард (англ. James Cowles Prichard; 11 февраля 1786, Росс-он-Уай, Херефордшир (Англия — 23 декабря 1848, Лондон) — английский врач, психиатр, этнолог и антрополог. Доктор медицины. Член Лондонского королевского общества.

## Биография
Изучал медицину в Эдинбурге, а затем (после необходимого перехода из квакерства в англиканство) продолжил учёбу в Кембридже и Оксфорде . С 1845 года Причард служил медицинским комиссаром в Люнаси. Руководил медицинской практикой в Бристоле, одновременно публикуя многочисленные научные работы
Занимался генезисом и особенностями человеческих рас, которые были основным предметом интереса в современной ему антропологии.
Затем переехал в Лондон, где был избран президентом этнологического общества. Он оставался на этом посту до своей смерти в 1848 году.
В 1813 году Причард опубликовал результаты своих исследований в области физической истории человечества, в котором он основывался на Библии и богословской концепция моногенизма. Согласно его утверждению, что все расы имеют единое происхождение, а человечество происходит от общих предков (подобно библейским Адаму и Еве), и различия между ними (особенно расовые различия) могут быть объяснены экологическими различиями и образом жизни. После он разработал концепцию, которую изложил в «Естественной истории человека». Причард объяснял расовые различия в процессах эволюции и вырождения, где основное значение приписывал образу жизни данного народа; человеческие общества развиваются в процессе эволюции, и каждый уровень образа жизни можно отнести к подходящему образу жизни, а также к расовым типам, соответствующим ему. Изменяя свой образ жизни, расы могут достичь более высокой степени цивилизации и морали.
Вёл спор со сторонниками Полигенизма, утверждавшими самостоятельное происхождение рас человека от разных видов или рассматривающих таковые расы как отдельные виды.
Первый ввёл в науку о душевных болезнях термин «нравственное помешательство». Ему принадлежит термин «Старческое слабоумие».
Работы Причард во многом содействовали введению индуктивного метода исследования в область психиатрии и антропологии.
Умер от ревматизма.

## Избранные труды
- «Researches into the physical history of man» (4 изд., 1841—1851),
- «Natural history of man» (4 изд., 1855),
- «The eastern origin of the celtic nation» (1831 и нов. изд. 1857),
- «Analisys of the egyptian mythology» (2 изд., 1838),
- «Review of the doctrine of a vital principle etc.» (1829),
- «Treatise on insanity» (1835),
- «On the different forms of insanity in relation to jurisprudence» (1842).